# Онани
Онанѝ (на италиански: Onanì; на сардински: Onanìe, Онание) е село и община в Южна Италия, провинция Нуоро, автономен регион и остров Сардиния. Разположено е на 482 m надморска височина. Населението на общината е 403 души (към 2010 г.).